# Xavier García (water-polo)
Xavier García Gadea dit Xavier García, né le 5 janvier 1984 à Barcelonne, est un poloïste international hispano-croate.

## Palmarès

### En club
| - CN Barcelona - LEN Euro Cup : - Vainqueur : 2004. - Championnat d'Espagne : - Vainqueur : 2002, 2004 et 2005. - Coupe d'Espagne : - Vainqueur : 2002 et 2003. |  | - CN Atlètic-Barceloneta - Championnat d'Espagne : - Vainqueur : 2007, 2008, 2009 et 2010. - Coupe d'Espagne : - Vainqueur : 2007, 2008, 2009 et 2010. - Supercoupe d'Espagne : - Vainqueur : 2006, 2007, 2008 et 2009. |

| - PK Primorje - Championnat de Croatie : - Vainqueur : 2014 et 2015. |  | - VK Jug - Championnat de Croatie : - Vainqueur : 2016. |

### En sélection
| - Espagne - Championnat du monde - Finaliste : 2009. - Troisième : 2007. - Championnat d'Europe : - Troisième : 2006. - Jeux méditerranéens : - Vainqueur : 2005. - Finaliste : 2013. |  | - Croatie - Jeux olympiques : - Médaille d'argent : 2016. |